# Electric Youth
Electric Youth es el segundo álbum de estudio de la cantante estadounidense Debbie Gibson, publicado el 24 de enero de 1989 por la compañía discográfica Atlantic Records. Este es el álbum más importante de su carrera, ya que encabezó en el Billboard 200 durante 5 semanas, mientras que en Reino Unido, ocupó el puesto número 8 de la UK Albums Chart.

## Lista de canciones
Todas las canciones compuestas por Debbie Gibson.
Lado Uno
1. "Who Loves Ya Baby?" (4:00)
2. "Lost in Your Eyes" (3:33)
3. "Love in Disguise" (4:17)
4. "Helplessly in Love" (4:10)
5. "Silence Speaks (a Thousand Words)" (3:37)
6. "Should've Been the One" (5:07)

Lado Dos
1. "Electric Youth" (4:58)
2. "No More Rhyme" (4:13)
3. "Over the Wall" (3:58)
4. "We Could Be Together" (5:33)
5. "Shades of the Past" (4:52)

CD Bonus tracks:
1. "We Could Be Together" (Campfire Mix) (5:33)*
2. "No More Rhyme" (Acoustic Mix) (4:13)*

## Personal
Músicos
- Debbie Gibson-lead and background vocals, piano, keyboards, additional keyboards, drum programming.
- Fred Zarr-keyboards, drum programming, piano (tracks 1-3, 5, 7-8, 10-11)
- Greg Savino-keyboards (track 6)
- Leslie Ming-hi hat (tracks 1, 3, 8-9)
- Bashiri Johnson-percussion (tracks 1-5, 7-11)
- Adam Tese-percussion, saxophone (track 6)
- Lou Appel-drums (tracks 5-6)
- Ira Siegel-acoustic guitar, electric guitar (tracks 1, 4-5, 7-11)
- Tommy Williams-electric guitar, acoustic guitar (tracks 2-3, 6)
- Kirk Powers Burkhardt-bass (tracks 5-6)
- Bob Osman-cello (track 8)
- Jeff Smith-saxophone (tracks 1, 8)
- Roger Rosenberg-flute solo (track 5)
- Ed Palermo-tenor sax (Cadillac Horns) (tracks 8, 10)
- Bud Burridge-trumpet (Cadillac Horns) (tracks 8, 10)
- Matt Finders-trombone (Cadillac Horns) (tracks 8, 10)
- Carrie Johnson-background vocals (tracks 1, 3, 7-8, 10-11)
- Libby Johnson-background vocals (tracks 1, 7, 10-11)
- Keeth Stewart-background vocals (tracks 1, 9-10)
- Tim Lawless-background vocals (tracks 8, 11)
- Sandra St. Victor-background vocals (track 8)
- Linda Moran-background vocals (track 10)

Producción
- Debbie Gibson-arranger, mixing (tracks 1-7, 9-10)
- Fred Zarr-arranger, mixing (tracks 1-3, 5, 7-8, 10-11)
- Don Feinberg-recording enigneer
- Phil Castellano-recording engineer, mix engineer, additional engineering, mixing (tracks 2-3, 5, 8, 11)
- Bill Scheniman-recording engineer (track 6)
- Mario Salvatti-additional engineering (track 6)
- Rich Travali-additional engineering (track 9)
- Matt Malles-assistant engineer
- Bill Esses-assistant engineer, additional engineering, programming engineer (tracks 1-10)
- Jim Goatley-assistant engineer, assistant mix engineer (tracks 2, 5-6, 8)
- Bob Rosa-mix engineer, mixing (tracks 1-2, 6-7, 9)
- Bob "Bassie" Brockmann-mix engineer, mixing (tracks 4, 10)
- Tom Vercillo-assistant mix engineer (tracks 1-3, 6-7, 9-11)
- Chris Floberg-assistant mix engineer (tracks 3, 10-11)
- David Lebowitz-assistant mix engineer (tracks 3-4, 10-11)
- Diane Gibson-management
- Douglas Breitbart-executive producer
- Albert Watson-photography
- Greg Porto-Logo Design
- Fran Cooper-makeup
- Kerry Warn-hair
- Freddie Leiba-stylist
- David Salidor-publicity
- Abbe Rosenfeld-session coordinator
- Howie Weinberg-mastering (Masterdisk)

## Posicionamiento
| Año  | Lista             | Posición |
| ---- | ----------------- | -------- |
| 1989 | The Billboard 200 | 1        |
| 1989 | UK album chart    | 8        |

- Datos: Q1938114